# D.Kay
D.Kay, auch David Kay (* 1979; eigentlich David Kulenkampff) ist ein aus Wien stammender Musik-Produzent.

## Karriere
David Kay sammelte als Sänger, Gitarrist und Live-Techniker erste Erfahrungen und tauschte schließlich die Instrumente gegen Computer und Sampler aus, um sich der Produktion elektronischer Club-Musik zu widmen.
Unter dem Pseudonym D.Kay brachte er gemeinsam mit bekannten Produzenten und DJs aus Großbritannien diverse Drum-and-Bass-Produktionen heraus (auf Labels wie Soul:r, Hardware, Bingo, Metalheadz und anderen) und arbeitete unter anderem mit Marcus Intalex, Kasra und Black Sun Empire zusammen. Einige Zeit arbeitete er auch mit DJ Lee und veröffentlichte einige Singles wie Desire / How Much Does It Take oder Manipulate the Universe (rmx) auf seinem eigenen Label und weitere Singles auf Goldies Label Metalheadz. Seine erste Platte veröffentlichte er im Alter von 19 Jahren auf dem Label Moving Shadow.
Zusammen mit dem Wiener DJ Epsilon veröffentlichte er im Sommer 2003 den Track „Barcelona“, der in einer Vokalversion mit Stamina MC auf Platz 14 der britischen Charts gelangte (der höchste Charteinstieg für einen Österreicher in dem Jahr). Im selben Jahr wurde D.Kay in England bei den Knowledge Awards als Best Breakthrough Producer ausgezeichnet. Im folgenden Jahr erreichte er mit dem Titel Honey, der wiederum mit DJ Epsilon, diesmal mit MC Verse, produziert wurde, erneut die britischen Dance-Charts. Auf seinen Labels „Brigand“ und „Illskillz recordings“ produzierte und veröffentlichte er über 40 Tracks.
Als DJ tourte D.Kay durch Europa, Australien und Neuseeland, und veröffentlichte 2009 sein Solo-Album Individual Soul.
2012 verabschiedete sich D.Kay aus der Welt des Drum ’n’ Bass und benannte sich um in David Kay. Er ist nun weiters international als Produzent, Media Composer und DJ tätig und lieferte im Jahr 2012 Remixe für Nelly Furtado und George Michael ab. Außerdem produzierte und co-komponierte er die Debüt-EP von Fabio Lendrum, erschienen auf dem amerikanischen Label Big Beat Records.
Für das österreichische EDM-Projekt Ill.Skillz produzierte er 2013 das Album Smash the Parade für Steve Aokis Label Dim Mak.
2017 zeichnete er verantwortlich für das neue Audiologo der ÖBB.

## Diskografie

### Alben
- Individual Soul (2007)

### Singles
| - Golem / Red Wave (1999) - Where We Stand / Quiet Earth (2002) - Barcelona (mit Epsilon featuring Stamina MC, 2003) - Come Easy (2003) - Beat the Machines (2003) - Be There 4 U (2004) - It's on the Way (2004) - The Martians (2004) - Shadowplay / Hardwired (2004) - Honey (mit Epsilon featuring MC Verse, 2004) - Lion Dub / In My Soul (2005) - Transition (2005) | - Off the Rails (2005) - Martians 2 / Casali (2005) - Planet Music (2005) - Serenade / Different Being (2005) - Manipulate the Universe (rmx)(2006) - Move Y All (2006) - Desire / How Much Does It Take (2006) - Nothing Is True / Odessa (2006) - Hard Liner / Future Creep (2006) - Jungle Funk / Twin Peakz (2007) - Energy (feat. Eksman) / Your Soul (2007) |

### Remixes
- Nelly Furtado – „Big Hoops“ – 2012
- George Michael – „White Light“ – 2012
- Fabio Lendrum – „Out of the Water“ 2012
- John B – „Light Speed“ 2012